# 遠藤良平
遠藤 良平（えんどう りょうへい、1976年6月28日 - ）は、埼玉県川口市出身の元プロ野球選手（投手）。左投左打。兄はオートレース選手の遠藤誠（25期、浜松オートレース場所属）。

## 経歴
小学1年でリトルリーグ入りし、投手兼外野手としてプレー。中学時代に軟式野球で外野手に専念。筑波大学附属高校では2年秋からエースも3年夏は遠藤竜志がいた修徳高校に敗れた。その後、自分が神宮でプレーできるとすれば東大だけだ、と野球のために東大を受け、一浪の末合格。きっかけは高校時代に神宮第二球場でプレーしたときに神宮でプレーをしたいと強く思ったことから。なお、大学では教育学部でスポーツ科学や運動生理学などを学ぶ身体教育学コースを専攻した。
1年春から東京六大学リーグ戦に登板し、3年春は開幕戦で早大を無四球完投勝利すると秋も早大1回戦、翌々日の3回戦でも1失点完投で早大戦15年ぶりの勝ち点となった。4年春には開幕の法大戦で完投するも浅井良の本塁打で惜敗も2回戦は再び先発完投で法大から7季ぶりの勝利、92連敗中の明大戦で木塚敦士と投げ合い、自身も2打点の活躍で勝利。リーグ通算57試合登板、8勝32敗、防御率3.63、152奪三振。通算8勝は東大歴代5位タイで、左腕では最多。1999年のドラフト会議で日本ハムファイターズから7位指名を受け入団し、史上4人目の東大出身プロ野球選手となった。入団発表会見で目標を聞かれ「開幕戦の中継ぎ投手で出られるように頑張ります」「（六大学の2年先輩）高橋由伸さんと対戦したい。成長した姿を見せたい。」と答えた。
現役生活はわずか2年間だったが、2001年10月1日の西武戦に消化試合ながらプロ初登板を果たしている（6回裏先頭の左打者・柴田博之の場面で先発カルロス・ミラバルに代わりワンポイントとして登板したが、右打者・玉野宏昌が代打で登場。結果は三塁線への内野安打。投球数は2球。）。
現役引退後は、北海道日本ハムファイターズにフロント入りし、業務提携しているニューヨーク・ヤンキースへの2年間の研修留学、ベースボールオペレーションディレクターを経て、2015年からはゼネラルマネジャー補佐。二軍中心の若手育成プラン作成や、アマチュア野球の現場でのスカウティング、一・二軍首脳陣とコミュニケーションを取って方針を現場へ伝える橋渡し役などを行っている。

## 詳細情報

### 年度別投手成績
| 年 度     | 球 団     | 登 板 | 先 発 | 完 投 | 完 封 | 無 四 球 | 勝 利 | 敗 戦 | セ 丨 ブ | ホ 丨 ル ド | 勝 率 | 打 者 | 投 球 回 | 被 安 打 | 被 本 塁 打 | 与 四 球 | 敬 遠 | 与 死 球 | 奪 三 振 | 暴 投 | ボ 丨 ク | 失 点 | 自 責 点 | 防 御 率 | W H I P |
| --------- | --------- | ----- | ----- | ----- | ----- | -------- | ----- | ----- | -------- | ----------- | ----- | ----- | -------- | -------- | ----------- | -------- | ----- | -------- | -------- | ----- | -------- | ----- | -------- | -------- | ------- |
| 2001      | 日本ハム  | 1     | 0     | 0     | 0     | 0        | 0     | 0     | 0        | --          | ----  | 1     | 0.0      | 1        | 0           | 0        | 0     | 0        | 0        | 0     | 0        | 0     | 0        | ----     | ----    |
| 通算：1年 | 通算：1年 | 1     | 0     | 0     | 0     | 0        | 0     | 0     | 0        | --          | ----  | 1     | 0.0      | 1        | 0           | 0        | 0     | 0        | 0        | 0     | 0        | 0     | 0        | ----     | ----    |

### 記録
- 初登板：2001年10月1日、対西武ライオンズ28回戦（西武ドーム）、6回裏に2番手で救援登板、玉野宏昌に三塁内野安打を打たれ降板

### 背番号
- 48 （2000年 - 2001年）